# 본량초등학교
본량초등학교는 대한민국 광주광역시 광산구 남산동에 있는 공립 초등학교이다.

## 연혁
- 1935년 7월 10일 본량공립보통학교 개교
- 1938년 4월 1일 본량공립심상소학교로 변경
- 1941년 4월 1일 본량공립국민학교로 변경
- 1949년 12월 31일 본량국민학교로 개칭
- 1988년 1월 1일 광주직할시 편입
- 1993년 3월 1일 선동분교장[1] 통합
- 1994년 3월 1일 양산분교장[2] 통합
- 1996년 3월 1일 본량초등학교로 개칭
- 2021년 1월 14일 제83회 졸업생 배출(5,309명)
- 2022년 1월 4일 제84회 졸업생 배출(5,316명)
- 2022년 12월 30일 제85회 졸업생 배출(5,327명)
- 2023년 3월 1일 제38대 교장 이현숙 부임
- 2024년 1월 4일 제86회 졸업생 배출(5,332명)
- 2024년 3월 1일 제39대 교장 김정우 부임
- 2025년 1월 6일 제87회 졸업생 배출(5,342명)

## 학교 상징
- 교화 - 개나리 : 친근감, 정감
- 교목 - 히말라야시다 : 높은 희망, 큰 꿈
- 교색 - 녹색 : 활기, 평화, 긍지
- 교조 - 까치 : 웅비, 전통

## 참고 자료
- 본량초등학교 - 한국교육학술정보원 학교알리미